# Gloster Gladiator
Gloster Gladiator – brytyjski samolot myśliwski, zbudowany w 1934 roku w wytwórni Gloster Aircraft Company.

## Historia

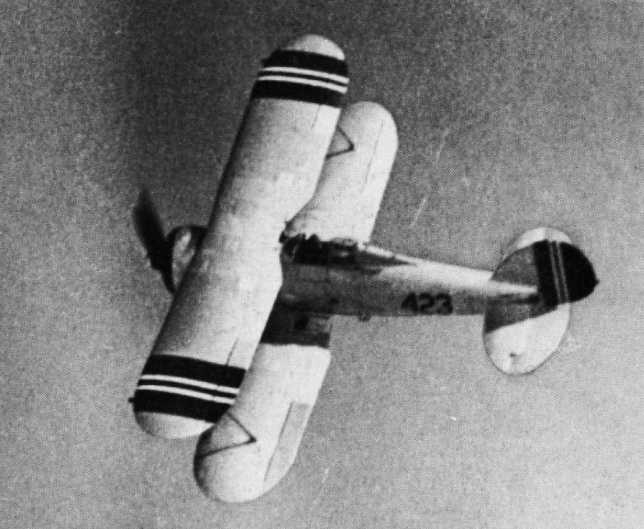
Gloster Gladiator w barwach Norweskich Sił Powietrznych w 1938/40 r.

Na początku lat trzydziestych w brytyjskiej wytwórni lotniczej Gloster zaprojektowano samolot myśliwski w układzie dwupłata, będącego wersją rozwojową produkowanego przez tę wytwórnię samolotu Gloster Gauntlet. Prototyp nowego samolotu oznaczono jako S.S.37, zbudowano we wrześniu 1934 roku i został oblatany w tym samym miesiącu. Prototyp miał zwartą i starannie wykonaną pod względem aerodynamicznym sylwetkę i był napędzany silnikiem gwiazdowym Bristol Mercury VIS o mocy 645 KM. Podczas lotów próbnych samolot osiągnął prędkość ok. 350 km/h oraz charakteryzował się bardzo dobrą zwrotnością. Jego uzbrojenie składało się z 4 karabinów maszynowych kal. 7,7 mm.
Brytyjskie ministerstwo lotnictwa zaleciło wytwórni, po lotach próbnych, zastosowanie do napędu samolotu silnika o większej mocy w celu zwiększenia jego osiągów. W wytwórni zdecydowano się na silnik gwiazdowy Bristol Mercury IX z dwułopatowym śmigłem drewnianym. Prototyp z takim silnikiem został oblatany w dniu 3 kwietnia 1935 roku, po czym samolot oznaczony jako Gloster Gladiator Mk I i skierowano do produkcji seryjnej. W drugiej połowie 1937 roku zaczęto w samolocie stosować metalowe, trójłopatowe śmigła. Ogółem wyprodukowano 231 sztuk wersji Mk I.
W 1938 roku rozpoczęto kolejną wersję samolotu Gloster Gladiator Mk II, które różniły się od poprzedniej wersji zastosowaniem silnika gwiazdowego Bristol Mercury VIIIA o mocy 830 KM. Produkcja wersji Mk II wyniosła 311 sztuk.
W 1938 roku, z uwagi na opóźnienia programu myśliwca Fairey Fulmar, brytyjska marynarka wojenna zamówiła 60 samolotów w wersji myśliwca pokładowego Sea Gladiator (Morski Gladiator). Zmiany polegały na wyposażeniu samolotu dodatkowo w hak do lądowania oraz nadmuchiwaną łódkę ratunkową (dinghy). Ponadto, 38 samolotów zostało wypożyczonych od RAF. 22 z nich zostało później przystosowane do bazowania na lotniskowcach i zatrzymane przez marynarkę.
Wersje produkowanych seryjnie samolotów Gloster Gladiator:
- Mk I – wersja podstawowa
- Mk II – wersja wyposażona w silnik Bristol Mercury VIII
- Sea Gladiator – wersja morska samolotu Gloster Gladiator Mk II
- J8 – wersja licencyjna produkowana w Szwecji

Produkcję seryjną samolotów Gloster Gladiator zakończono w kwietniu 1940 roku. Ogółem w latach 1935–1940 zbudowano 786 samolotów Gloster Gladiator we wszystkich wersjach.

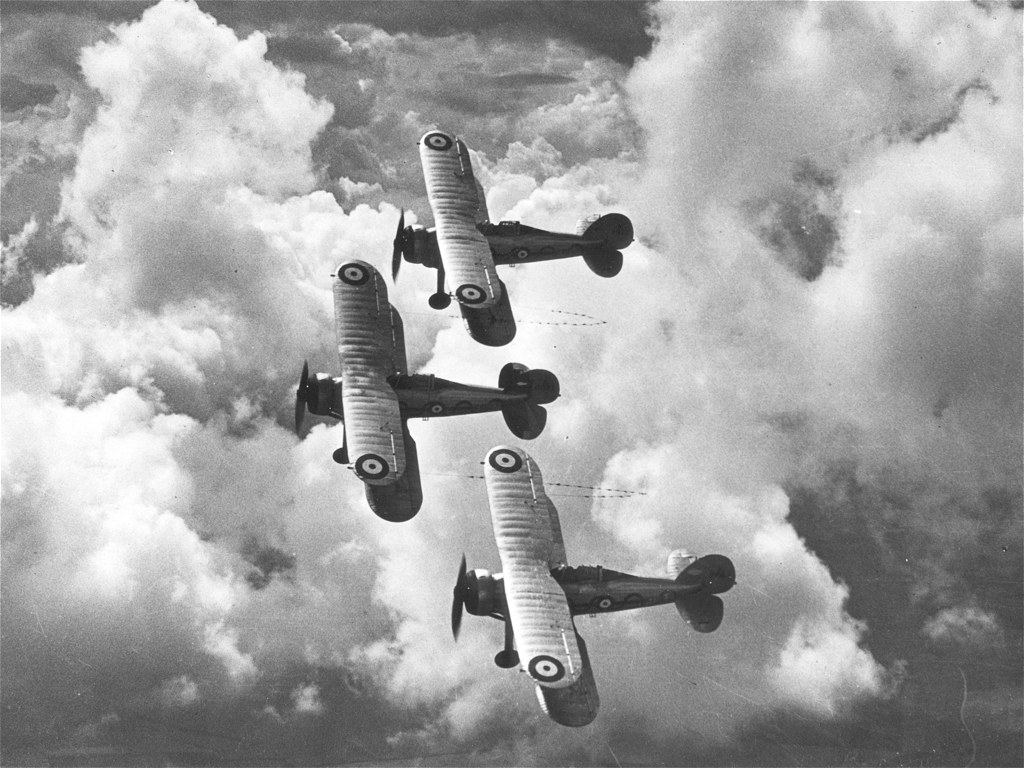
Trzy samoloty Gloster Gladiator

## Użycie w lotnictwie
Pierwsze samoloty Gloster Gladiator Mk I przekazano do 72 dywizjonu RAF w dniu 22 lutego 1937 roku, a potem sukcesywnie do następnych dywizjonów RAF. W 1937 roku wyposażono w te samoloty osiem dywizjonów myśliwskich RAF, w 1938 dalszych osiem, a w 1939 roku – 14, łącznie wyposażono w samoloty Gloster Gladiator 30 dywizjonów RAF.
Po wybuchu II wojny światowej dwa dywizjony RAF 607 i 615 w kwietniu 1940 roku wysłano do Francji, dywizjon 263 walczył z samolotami Luftwaffe w Norwegii, a dywizjony 33, 80, 94 i 112 walczyły z lotnictwem włoskim w Afryce Północnej oraz na Bliskim Wschodzie. Z pozostałych dywizjonów stacjonujących w Wielkiej Brytanii tylko jeden 247 dywizjon myśliwski wziął udział w bitwie o Anglię, broniąc stoczni w Plymouth.

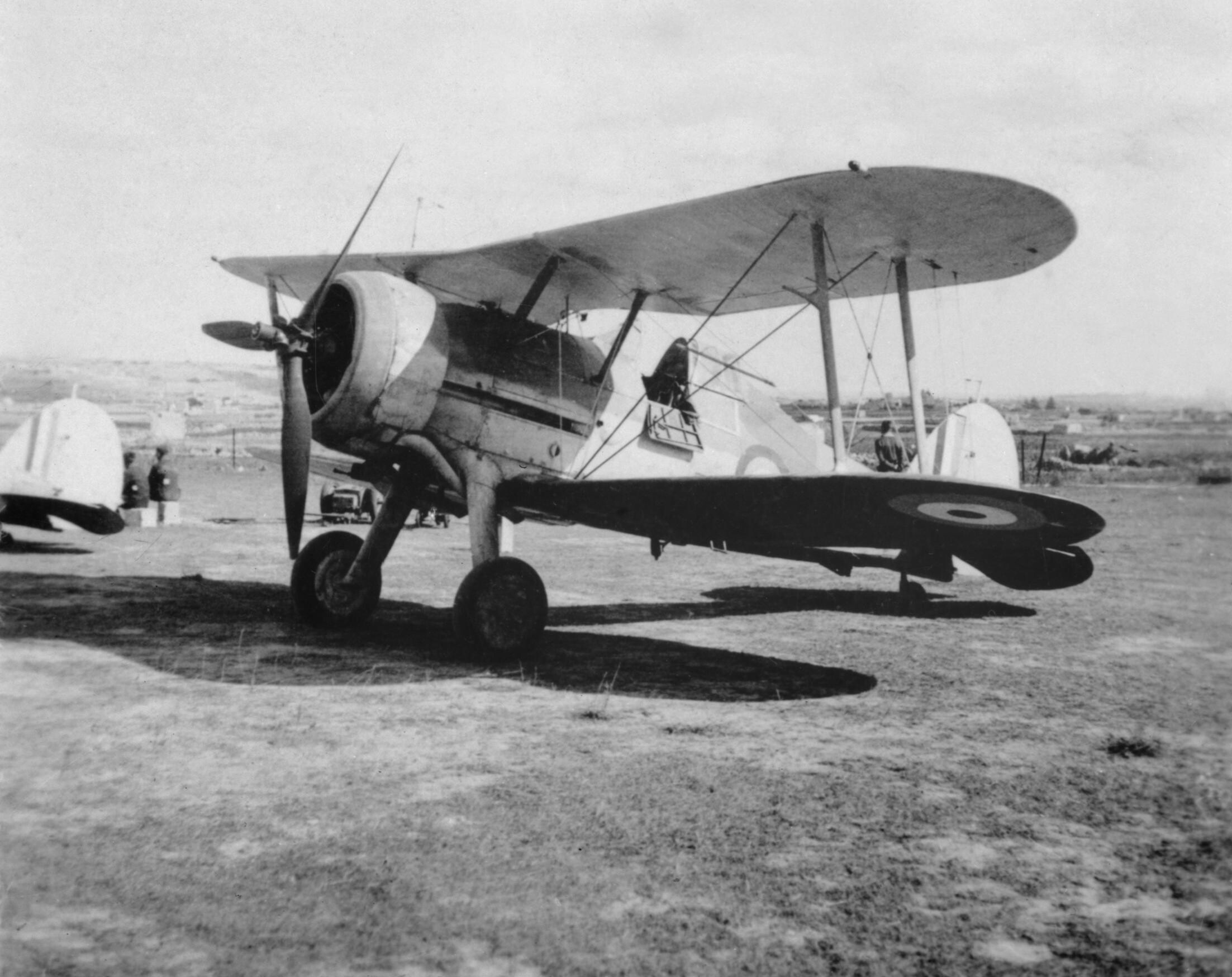
Gloster Sea Gladiator Mk.I (N5520, "Wiara") wrzesień 1940 r., Malta

Największy rozgłos w trakcie wojny uzyskały trzy myśliwce Gloster Sea Gladiator, których piloci skutecznie bronili Malty przed nalotami włoskich bombowców w dniach 16–28 czerwca 1940 roku.  Jest to wersja rozpowszechniana przez ówczesną prasę „ku pokrzepieniu serc” Brytyjczyków, w związku z przystąpieniem Włoch do wojny po stronie „osi”. W rzeczywistości samolotów i pilotów było znacznie więcej, ale jednocześnie w powietrzu znajdowała się zawsze tylko ich trójka. To utwierdzało postronnych obserwatorów, iż Malty broni i to z sukcesem, tylko trzech pilotów. Trzy z samolotów nosiły imiona cnót chrześcijańskich: "Faith" (Wiara, zachowany w Narodowym Muzeum Wojny w Valletcie), "Hope" (Nadzieja, zniszczony podczas nalotu na lotnisko w maju 1940 r.) i "Charity" (Miłość; zestrzelony 31 lipca 1940 r.).
Pod koniec 1940 roku samoloty Gloster Gladiator jako przestarzałe zostały wycofane do szkolenia i służby pomocniczej. 
Oprócz Wielkiej Brytanii samoloty Gloster Gladiator używany były także w lotnictwie krajów takich jak: Australia, Południowa Afryka, Chiny (36 sztuk), Belgia (ponad 22 sztuki), Egipt (45 sztuk), Irlandia (4 sztuki), Finlandia (30 sztuk), Niemcy (12 sztuk), Grecja (25 sztuk), Irak (9 sztuk), Łotwa (26 sztuk), Litwa (14 sztuk), Norwegia (12 sztuk), Portugalia (15 sztuk), Szwecja (55 sztuk + 18 licencyjnych J 8A), a także Związek Radziecki (40 sztuk – były to samoloty przejęte po zajęciu Łotwy i Litwy).
W lotnictwie polskim samoloty nie były używane, choć kilku pilotów polskich m.in. ppłk pil. Jan Biały jako oficer łącznikowy przy 25 Grupie Lotniczej dysponował w 1942 roku trzema samolotami Gloster Gladiator jako samolotami dyspozycyjnymi.
Samoloty Gloster Gladiator używane były do 1949 roku, jako ostatnie wycofało je lotnictwo Iraku.

## Opis konstrukcji
Samolot Gloster Gladiator Mk I był jednomiejscowym samolotem myśliwskim w układzie dwupłata o konstrukcji metalowej. Podwozie klasyczne – stałe. Napęd – 1 silnik gwiazdowy, śmigło trójłopatowe, metalowe.